# Gyp Casino
Gyp Casino (Jesper Sporre, 7 de mayo de 1961) es un baterista sueco. Tocó en la banda Warheads (usando su nombre real) y fue el baterista original de la agrupación finlandesa Hanoi Rocks. Fue reemplazado por Razzle en 1982. Aunque no aparece en la carátula del álbum Self Destruction Blues, Casino toca la batería en ese disco.
En 1995, Casino se reunió con Andy McCoy, antiguo compañero suyo en Hanoi Rocks, para realizar una gira con la agrupación Shooting Gallery.

## Discografía

### Hanoi Rocks
- Bangkok Shocks, Saigon Shakes, Hanoi Rocks (1981)
- Oriental Beat (1982)
- Self Destruction Blues (1982)